# Sturnia albofrontata
Sturnia albofrontata là một loài chim trong họ Sturnidae.